# B53 핵폭탄
B53 핵폭탄은 냉전시절 미국이 사용한 전략핵폭탄이다. 쿠바 미사일 위기 직후인 1962년에 개발되어 1997년까지 운용되다 퇴역했으며 2011년 10월 25일에 마지막 폭탄이 해체되었다. B-52 폭격기로 투하한다.

## 설계
이 핵폭탄은 적의 각종 지하시설을 전략공격하기 위해 만들어진 폭탄이며 총중량 10000파운드에 미니밴 크기이다. 대륙간 탄도미사일에 장착할 수 있는 변형판인 W53 탄두도 있다.

## 폭발
1958년에 하드택 오크에서 Mk46을 폭발하는 실험이 있었고 이때 위력은 8.9메가톤을 기록하였다. 이후 Mk46은 TX-53으로 개량된후 실전에 배치되면서 Mk53으로 명칭이 바뀌었다.

## ICBM
LGM-25C 타이탄 II ICBM은 2단 액체연료인데, 소련, 중국, 북한이 쓰는 하이드라진 계열의 액체연료를 사용한다. 타이탄 II는 무게 3.69톤, 폭발력 TNT 9메가톤인 W53 핵탄두 1개를 탑재한다. ICBM은 모두 108발이 생산되었으며, 1987년에 퇴역했으나, W53 핵탄두는 계속 창고에 보관했다.

## 관련보도
2011년 10월 25일, 미국 에너지부는 마지막 남은 B53 폭탄을 미국 유일의 핵무기 조립·해체 시설인 텍사스주 애머릴로의 팬텍스 공장에서 해체했다. 핵폭탄 해체는 내부에 있는 약 300파운드(약 136kg) 무게의 고성능 폭약과 피트(pit)라 불리는 특수 핵물질을 분리하는 작업으로 진행된다.

## 같이 보기
- 마크 17 핵폭탄
- 마크 24 핵폭탄
- 2017년 조선민주주의인민공화국 핵 실험